# خانه (فیلم ۲۰۰۶)
«خانه» (انگلیسی: Home (2006 film)) فیلمی در ژانر مستند است که در سال ۲۰۰۶ منتشر شد.